# Chiton translucens
Chiton translucens är en blötdjursart som beskrevs av Hedley och Hull 1909. Chiton translucens ingår i släktet Chiton och familjen Chitonidae. Inga underarter finns listade i Catalogue of Life.